# Оголена жінка, що піднімається сходами
Оголена жінка, що піднімається сходами (фр. Femme nue montant l'escalier) — малюнок каталонського художника Жуана Міро 1937 року, виконаний олівцем і вугіллям на картоні. Він є частиною постійної колекції Фундації Жуана Міро в Барселоні.

## Історія

Жінка, що йде вниз, у фільмі Едварда Майбріджа «Людська фігура в русі», 1887 року

Міро створив Оголену жінку, яка піднімається сходами під час громадянської війни в Іспанії. У цей час він жив у Парижі, де відвідував уроки малювання в школі Grande Chaumiere. Міро повернувся до зображення людської фігури, щоб відобразити драму, яка тоді відбувалася в Каталонії. Це відчуття можна розрізнити у фігурах, використаних для малювання цієї змученої оголеної жінки, яка піднімається по сходах. Інші роботи цього періоду включають «Натюрморт зі старим черевиком» та «Aidez l'Espagne» .

## Опис
За словами Фонду Жуана Міро, «зневіру Міро, викликану моральною трагедією війни, можна побачити в насильницькій метаморфозі фігури, у її важких кінцівках та в зусиллях, пов'язаних із сходженням». У верхньому правому куті є своєрідне вікно або коробка, звідки видно, як промені світла потрапляють в кімнату. Жінка правою рукою намагається схопитися за драбину — це був символ, який Міро використовував у кількох своїх роботах, щоб зобразити ухилення або втечу. Зовнішні статеві органи жінки подібні до статевих органів жінки на картині «Чоловік і жінка перед купою екскрементів», оскільки вони перебільшені за розміром. Вважається, що ця робота пов'язана з картиною Марселя Дюшана 1912 року «Оголена, що спускається по сходах» № 2, хоча тут жінка піднімається. Спотворення і зусилля фігури інтерпретуються як віддзеркалення громадянської війни в Іспанії. Картина Дюшана не була оригінальною; це натякає на попередні фотографії Едворда Мейбріджа, які були одними з перших, хто зафіксував рух тварин. Міро вперше побачив цю роботу Дюшана в 1912 році під час виставки кубізму, яка проходила в Galeries Dalmau в Барселоні.